# Grotte di Mira de Aire
Le grotte di Mira de Aire (in portoghese: grutas de Mira de Aire) sono delle grotte situate nei pressi della freguesia portoghese di Mira de Aire, nel comune (concelho) di Porto de Mós (Distretto di Leiria, Portogallo centrale): si tratta del più grande complesso di grotte del Portogallo.  Furono scoperte nel 1947, classificate come monumento di interesse pubblico nell'ottobre 1955 ed aperte per le visite turistiche dal 1974.
La maggiore di queste grotte (nonché la più grande grotta del Portogallo che si conosca) e l'unica visitabile del complesso è la Gruta dos Moinhos Velhos. Le altre grotte che compongono il complesso sono la Gruta da Contenda e la Gruta da Pena..

## Geologia
Le grotte di Mira de Aire si formarono nel Giurassico medio. Sono di formazione lavica e calcarea.

## Descrizione
Il complesso di grotte è formato da una serie di gallerie della lunghezza di circa 11 km.

### Gruta dos Moinhos Velhos
La Gruta dos Moinhos Velhos, la principale del complesso; raggiunge una profondità di 300 metri è visitabile fino a 180 metri di profondità.
La grotta è attraversata dal Rio Negro, che termina a cascata nel cosiddetto "Grande Lago". All'interno della grotta principale sono visibili delle formazioni calcaree, che hanno assunto nomi particolari quali "Cappello cinese", "Marziano", "Medusa", "Organo", ecc.

### Gruta da Contenda
Nei pressi della Gruta dos Moinhos Velhos, si trova la Gruta da Contenda, la seconda grotta più profonda del Portogallo.
La Gruta da Contenda è collegata alla Gruta dos Moinhos Velhos da un fiume sotterraneo che viaggia alla velocità di 16 km/h. Questa grotta risulta inondata d'acqua per la maggior parte dell'anno.

## Storia
La grotta principale, la Gruta dos Moinhos Velhos iniziò ad essere esplorata dalla Società portoghese di speleologia a partire dalla fine degli anni quaranta.
Nel 1991, furono effettuate le prime immersioni all'interno delle grotte.
L'11 agosto 1974, una delle grotte di Mira de Aire, la Gruta dos Moinhos Velhos, venne aperta al pubblico.
Tra il 2007 e il 2015, alcuni speleologi effettuarono dei lavori all'interno della Gruta da Contenda.

## Turismo
Le grotte sono aperte al pubblico da ottobre ad agosto.